# Taras Stepanenko
Taras Mykolajovyč Stepanenko (in ucraino Тарас Миколайович Степаненко?; Donetsk, 8 agosto 1989) è un calciatore ucraino, centrocampista dell'Eyüpspor e della nazionale ucraina.

## Carriera

### Club
Dal 2010 gioca nello Šachtar, squadra del campionato ucraino.

### Nazionale
Il 17 novembre 2010 debutta in Nazionale ucraina in Svizzera-Ucraina 2-2. Il 26 marzo 2013 si rende protagonista di un brutto gesto: riceve un cartellino rosso per un calcio in faccia a un giocatore della Nazionale di calcio della Moldavia, Vitalie Bordian.
Viene convocato per gli Europei 2016 in Francia.

## Statistiche

### Presenze e reti nei club
Statistiche aggiornate al 19 maggio 2024.
| Stagione                   | Squadra                    | Campionato                 | Campionato | Campionato | Coppe nazionali | Coppe nazionali | Coppe nazionali | Coppe continentali | Coppe continentali | Coppe continentali | Altre coppe | Altre coppe | Altre coppe | Totale | Totale |
| Stagione                   | Squadra                    | Comp                       | Pres       | Reti       | Comp            | Pres            | Reti            | Comp               | Pres               | Reti               | Comp        | Pres        | Reti        | Pres   | Reti   |
| -------------------------- | -------------------------- | -------------------------- | ---------- | ---------- | --------------- | --------------- | --------------- | ------------------ | ------------------ | ------------------ | ----------- | ----------- | ----------- | ------ | ------ |
| 2006-2007                  | Metalurh Zaporižžja        | PL                         | 12         | 0          | KU              | 0               | 0               | -                  | -                  | -                  | -           | -           | -           | 12     | 0      |
| 2007-2008                  | Metalurh Zaporižžja        | PL                         | 23         | 1          | KU              | 1               | 0               | -                  | -                  | -                  | -           | -           | -           | 24     | 1      |
| 2008-2009                  | Metalurh Zaporižžja        | PL                         | 29         | 0          | KU              | 1               | 0               | -                  | -                  | -                  | -           | -           | -           | 30     | 0      |
| 2009-2010                  | Metalurh Zaporižžja        | PL                         | 17         | 0          | KU              | 0               | 0               | -                  | -                  | -                  | -           | -           | -           | 17     | 0      |
| Totale Metalurh Zaporižžja | Totale Metalurh Zaporižžja | Totale Metalurh Zaporižžja | 81         | 1          |                 | 2               | 0               |                    | -                  | -                  |             | -           | -           | 83     | 1      |
| 2010-2011                  | Šachtar                    | PL                         | 15         | 0          | KU              | 2               | 0               | UCL                | 2                  | 1                  | SU          | 1           | 0           | 20     | 1      |
| 2011-2012                  | Šachtar                    | PL                         | 9          | 0          | KU              | 3               | 0               | UCL                | 0                  | 0                  | SU          | 0           | 0           | 12     | 0      |
| 2012-2013                  | Šachtar                    | PL                         | 18         | 0          | KU              | 3               | 0               | UCL                | 3                  | 0                  | SU          | 1           | 0           | 25     | 0      |
| 2013-2014                  | Šachtar                    | PL                         | 18         | 2          | KU              | 4               | 0               | UCL+UEL            | 3+1                | 0                  | SU          | 1           | 0           | 27     | 2      |
| 2014-2015                  | Šachtar                    | PL                         | 22         | 4          | KU              | 5               | 0               | UCL                | 7                  | 1                  | SU          | 1           | 0           | 35     | 5      |
| 2015-2016                  | Šachtar                    | PL                         | 18         | 2          | KU              | 5               | 0               | UCL+UEL            | 9+7                | 0+1                | SU          | 1           | 0           | 40     | 3      |
| 2016-2017                  | Šachtar                    | PL                         | 27         | 1          | KU              | 3               | 1               | UCL+UEL            | 2+8                | 0+2                | SU          | 1           | 0           | 41     | 4      |
| 2017-2018                  | Šachtar                    | PL                         | 26         | 0          | KU              | 3               | 0               | UCL                | 8                  | 0                  | SU          | 1           | 0           | 38     | 0      |
| 2018-2019                  | Šachtar                    | PL                         | 26         | 4          | KU              | 2               | 0               | UCL+UEL            | 6+1                | 0                  | SU          | 1           | 0           | 36     | 4      |
| 2019-2020                  | Šachtar                    | PL                         | 24         | 1          | KU              | 1               | 1               | UCL+UEL            | 6+5                | 0+1                | SU          | 1           | 0           | 37     | 3      |
| 2020-2021                  | Šachtar                    | PL                         | 18         | 2          | KU              | 0               | 0               | UCL+UEL            | 4+1                | 0                  | SU          | 1           | 0           | 24     | 2      |
| 2021-2022                  | Šachtar                    | PL                         | 13         | 2          | KU              | 0               | 0               | UCL                | 8                  | 0                  | SU          | 1           | 0           | 22     | 2      |
| 2022-2023                  | Šachtar                    | PL                         | 26         | 3          | -               | -               | -               | UCL+UEL            | 6+4                | 0                  | -           | -           | -           | 36     | 3      |
| 2023-2024                  | Šachtar                    | PL                         | 20         | 0          | KU              | 3               | 0               | UCL+UEL            | 6+2                | 0                  | -           | -           | -           | 31     | 0      |
| Totale Šachtar             | Totale Šachtar             | Totale Šachtar             | 280        | 21         |                 | 34              | 2               |                    | 99                 | 6                  |             | 11          | 0           | 424    | 29     |
| Totale carriera            | Totale carriera            | Totale carriera            | 361        | 22         |                 | 36              | 2               |                    | 99                 | 6                  |             | 11          | 0           | 507    | 30     |

### Cronologia presenze e reti in nazionale
| Cronologia completa delle presenze e delle reti in nazionale ― Ucraina | Cronologia completa delle presenze e delle reti in nazionale ― Ucraina | Cronologia completa delle presenze e delle reti in nazionale ― Ucraina | Cronologia completa delle presenze e delle reti in nazionale ― Ucraina | Cronologia completa delle presenze e delle reti in nazionale ― Ucraina | Cronologia completa delle presenze e delle reti in nazionale ― Ucraina | Cronologia completa delle presenze e delle reti in nazionale ― Ucraina | Cronologia completa delle presenze e delle reti in nazionale ― Ucraina |
| Data                                                                   | Città                                                                  | In casa                                                                | Risultato                                                              | Ospiti                                                                 | Competizione                                                           | Reti                                                                   | Note                                                                   |
| ---------------------------------------------------------------------- | ---------------------------------------------------------------------- | ---------------------------------------------------------------------- | ---------------------------------------------------------------------- | ---------------------------------------------------------------------- | ---------------------------------------------------------------------- | ---------------------------------------------------------------------- | ---------------------------------------------------------------------- |
| 17-11-2010                                                             | Ginevra                                                                | Svizzera                                                               | 0 – 2                                                                  | Ucraina                                                                | Amichevole                                                             | -                                                                      | 65’                                                                    |
| 8-2-2011                                                               | Paralimni                                                              | Romania                                                                | 2 – 2 dts (2 – 4 dtr)                                                  | Ucraina                                                                | Amichevole                                                             | -                                                                      | 62’                                                                    |
| 9-2-2011                                                               | Nicosia                                                                | Svezia                                                                 | 1 – 1 dts (4 – 5 dtr)                                                  | Ucraina                                                                | Amichevole                                                             | -                                                                      | 81’                                                                    |
| 29-3-2011                                                              | Kiev                                                                   | Ucraina                                                                | 0 – 2                                                                  | Italia                                                                 | Amichevole                                                             | -                                                                      |                                                                        |
| 15-8-2012                                                              | Leopoli                                                                | Ucraina                                                                | 0 – 0                                                                  | Rep. Ceca                                                              | Amichevole                                                             | -                                                                      | 71’                                                                    |
| 14-11-2012                                                             | Sofia                                                                  | Bulgaria                                                               | 0 – 1                                                                  | Ucraina                                                                | Amichevole                                                             | -                                                                      | 33’ 46’                                                                |
| 6-2-2013                                                               | Donec'k                                                                | Ucraina                                                                | 2 – 0                                                                  | Norvegia                                                               | Amichevole                                                             | -                                                                      | 64’                                                                    |
| 22-3-2013                                                              | Varsavia                                                               | Polonia                                                                | 1 – 3                                                                  | Ucraina                                                                | Qual. Mondiali 2014                                                    | -                                                                      | 45+1’ 60’                                                              |
| 26-3-2013                                                              | Odessa                                                                 | Ucraina                                                                | 2 – 1                                                                  | Moldavia                                                               | Qual. Mondiali 2014                                                    | -                                                                      | 90+2’                                                                  |
| 2-6-2013                                                               | Kiev                                                                   | Ucraina                                                                | 0 – 0                                                                  | Camerun                                                                | Amichevole                                                             | -                                                                      | 46’                                                                    |
| 10-9-2013                                                              | Kiev                                                                   | Ucraina                                                                | 0 – 0                                                                  | Inghilterra                                                            | Qual. Mondiali 2014                                                    | -                                                                      |                                                                        |
| 11-10-2013                                                             | Kiev                                                                   | Ucraina                                                                | 1 – 0                                                                  | Polonia                                                                | Qual. Mondiali 2014                                                    | -                                                                      | 3’                                                                     |
| 15-11-2013                                                             | Kiev                                                                   | Ucraina                                                                | 2 – 0                                                                  | Francia                                                                | Qual. Mondiali 2014                                                    | -                                                                      |                                                                        |
| 22-5-2014                                                              | Kiev                                                                   | Ucraina                                                                | 2 – 1                                                                  | Niger                                                                  | Amichevole                                                             | 1                                                                      |                                                                        |
| 3-9-2014                                                               | Donec'k                                                                | Ucraina                                                                | 1 – 0                                                                  | Australia                                                              | Amichevole                                                             | -                                                                      |                                                                        |
| 8-9-2014                                                               | Kiev                                                                   | Ucraina                                                                | 0 – 1                                                                  | Slovacchia                                                             | Qual. Euro 2016                                                        | -                                                                      | 27’                                                                    |
| 9-10-2014                                                              | Barysaŭ                                                                | Bielorussia                                                            | 0 – 2                                                                  | Ucraina                                                                | Qual. Euro 2016                                                        | -                                                                      |                                                                        |
| 12-10-2014                                                             | Donec'k                                                                | Ucraina                                                                | 1 – 0                                                                  | Macedonia                                                              | Qual. Euro 2016                                                        | -                                                                      |                                                                        |
| 27-3-2015                                                              | Siviglia                                                               | Spagna                                                                 | 1 – 0                                                                  | Ucraina                                                                | Qual. Euro 2016                                                        | -                                                                      | 76’                                                                    |
| 9-6-2015                                                               | Linz                                                                   | Georgia                                                                | 1 – 2                                                                  | Ucraina                                                                | Amichevole                                                             | -                                                                      | 46’                                                                    |
| 14-6-2015                                                              | Leopoli                                                                | Ucraina                                                                | 3 – 0                                                                  | Lussemburgo                                                            | Qual. Euro 2016                                                        | -                                                                      |                                                                        |
| 5-9-2015                                                               | Leopoli                                                                | Ucraina                                                                | 3 – 1                                                                  | Bielorussia                                                            | Qual. Euro 2016                                                        | -                                                                      |                                                                        |
| 8-9-2015                                                               | Žilina                                                                 | Slovacchia                                                             | 0 – 0                                                                  | Ucraina                                                                | Qual. Euro 2016                                                        | -                                                                      | 90+2’                                                                  |
| 12-10-2015                                                             | Kiev                                                                   | Ucraina                                                                | 0 – 1                                                                  | Spagna                                                                 | Qual. Euro 2016                                                        | -                                                                      | 61’                                                                    |
| 17-11-2015                                                             | Maribor                                                                | Slovenia                                                               | 1 – 1                                                                  | Ucraina                                                                | Qual. Euro 2016                                                        | -                                                                      |                                                                        |
| 24-3-2016                                                              | Odessa                                                                 | Ucraina                                                                | 1 – 0                                                                  | Cipro                                                                  | Amichevole                                                             | 1                                                                      | 72’                                                                    |
| 28-3-2016                                                              | Kiev                                                                   | Ucraina                                                                | 1 – 0                                                                  | Galles                                                                 | Amichevole                                                             | -                                                                      |                                                                        |
| 29-5-2016                                                              | Torino                                                                 | Romania                                                                | 3 – 4                                                                  | Ucraina                                                                | Amichevole                                                             | -                                                                      |                                                                        |
| 3-6-2016                                                               | Bergamo                                                                | Albania                                                                | 1 – 3                                                                  | Ucraina                                                                | Amichevole                                                             | 1                                                                      | 90’                                                                    |
| 12-6-2016                                                              | Lilla                                                                  | Germania                                                               | 2 – 0                                                                  | Ucraina                                                                | Euro 2016 - 1º turno                                                   | -                                                                      |                                                                        |
| 16-6-2016                                                              | Lione                                                                  | Ucraina                                                                | 0 – 2                                                                  | Irlanda del Nord                                                       | Euro 2016 - 1º turno                                                   | -                                                                      |                                                                        |
| 21-6-2016                                                              | Marsiglia                                                              | Ucraina                                                                | 0 – 1                                                                  | Polonia                                                                | Euro 2016 - 1º turno                                                   | -                                                                      |                                                                        |
| 5-9-2016                                                               | Kiev                                                                   | Ucraina                                                                | 1 – 1                                                                  | Islanda                                                                | Qual. Mondiali 2018                                                    | -                                                                      |                                                                        |
| 6-10-2016                                                              | Konya                                                                  | Turchia                                                                | 2 – 2                                                                  | Ucraina                                                                | Qual. Mondiali 2018                                                    | -                                                                      | 79’                                                                    |
| 9-10-2016                                                              | Donec'k                                                                | Ucraina                                                                | 3 – 0                                                                  | Kosovo                                                                 | Qual. Mondiali 2018                                                    | -                                                                      |                                                                        |
| 12-11-2016                                                             | Odessa                                                                 | Ucraina                                                                | 1 – 0                                                                  | Finlandia                                                              | Qual. Mondiali 2018                                                    | -                                                                      |                                                                        |
| 24-3-2017                                                              | Zagabria                                                               | Croazia                                                                | 1 – 0                                                                  | Ucraina                                                                | Qual. Mondiali 2018                                                    | -                                                                      |                                                                        |
| 6-6-2017                                                               | Graz                                                                   | Ucraina                                                                | 0 – 1                                                                  | Malta                                                                  | Amichevole                                                             | -                                                                      | 46’                                                                    |
| 11-6-2017                                                              | Tampere                                                                | Finlandia                                                              | 1 – 2                                                                  | Ucraina                                                                | Qual. Mondiali 2018                                                    | -                                                                      |                                                                        |
| 2-9-2017                                                               | Charkiv                                                                | Ucraina                                                                | 2 – 0                                                                  | Turchia                                                                | Qual. Mondiali 2018                                                    | -                                                                      |                                                                        |
| 5-9-2017                                                               | Reykjavík                                                              | Islanda                                                                | 2 – 0                                                                  | Ucraina                                                                | Qual. Mondiali 2018                                                    | -                                                                      | 76’                                                                    |
| 6-10-2017                                                              | Scutari                                                                | Kosovo                                                                 | 0 – 2                                                                  | Ucraina                                                                | Qual. Mondiali 2018                                                    | -                                                                      | 63’                                                                    |
| 9-10-2017                                                              | Kiev                                                                   | Ucraina                                                                | 0 – 1                                                                  | Croazia                                                                | Qual. Mondiali 2018                                                    | -                                                                      | 60’                                                                    |
| 23-3-2018                                                              | Marbella                                                               | Arabia Saudita                                                         | 1 – 1                                                                  | Ucraina                                                                | Amichevole                                                             | -                                                                      | 46’                                                                    |
| 27-3-2018                                                              | Liegi                                                                  | Giappone                                                               | 1 – 2                                                                  | Ucraina                                                                | Amichevole                                                             | -                                                                      | 45+1’                                                                  |
| 31-5-2018                                                              | Ginevra                                                                | Marocco                                                                | 0 – 0                                                                  | Ucraina                                                                | Amichevole                                                             | -                                                                      | 64’                                                                    |
| 6-9-2018                                                               | Uherské Hradiště                                                       | Rep. Ceca                                                              | 1 – 2                                                                  | Ucraina                                                                | UEFA Nations League 2018-2019 - 1º turno                               | -                                                                      |                                                                        |
| 9-9-2018                                                               | Kiev                                                                   | Ucraina                                                                | 1 – 0                                                                  | Slovacchia                                                             | UEFA Nations League 2018-2019 - 1º turno                               | -                                                                      | 86’                                                                    |
| 10-10-2018                                                             | Genova                                                                 | Italia                                                                 | 1 – 1                                                                  | Ucraina                                                                | Amichevole                                                             | -                                                                      | 56’                                                                    |
| 16-10-2018                                                             | Kiev                                                                   | Ucraina                                                                | 1 – 0                                                                  | Rep. Ceca                                                              | UEFA Nations League 2018-2019 - 1º turno                               | -                                                                      |                                                                        |
| 16-11-2018                                                             | Trnava                                                                 | Slovacchia                                                             | 4 – 1                                                                  | Ucraina                                                                | UEFA Nations League 2018-2019 - 1º turno                               | -                                                                      | 87’                                                                    |
| 22-3-2019                                                              | Lisbona                                                                | Portogallo                                                             | 0 – 0                                                                  | Ucraina                                                                | Qual. Euro 2020                                                        | -                                                                      | 86’                                                                    |
| 7-6-2019                                                               | Leopoli                                                                | Ucraina                                                                | 5 – 0                                                                  | Serbia                                                                 | Qual. Euro 2020                                                        | -                                                                      | 72’                                                                    |
| 10-6-2019                                                              | Leopoli                                                                | Ucraina                                                                | 1 – 0                                                                  | Lussemburgo                                                            | Qual. Euro 2020                                                        | -                                                                      |                                                                        |
| 7-9-2019                                                               | Vilnius                                                                | Lituania                                                               | 0 – 3                                                                  | Ucraina                                                                | Qual. Euro 2020                                                        | -                                                                      |                                                                        |
| 11-10-2019                                                             | Charkiv                                                                | Ucraina                                                                | 2 – 0                                                                  | Lituania                                                               | Qual. Euro 2020                                                        | -                                                                      | 55’ 73’                                                                |
| 14-10-2019                                                             | Kiev                                                                   | Ucraina                                                                | 2 – 1                                                                  | Portogallo                                                             | Qual. Euro 2020                                                        | -                                                                      | 25’, 72’                                                               |
| 3-9-2020                                                               | Leopoli                                                                | Ucraina                                                                | 2 – 1                                                                  | Svizzera                                                               | UEFA Nations League 2020-2021 - 1º turno                               | -                                                                      |                                                                        |
| 14-11-2020                                                             | Lipsia                                                                 | Germania                                                               | 3 – 1                                                                  | Ucraina                                                                | UEFA Nations League 2020-2021 - 1º turno                               | -                                                                      | 69’                                                                    |
| 23-5-2021                                                              | Charkiv                                                                | Ucraina                                                                | 1 – 1                                                                  | Bahrein                                                                | Amichevole                                                             | -                                                                      | Cap. 46’                                                               |
| 3-6-2021                                                               | Dnipro                                                                 | Ucraina                                                                | 1 – 0                                                                  | Irlanda del Nord                                                       | Amichevole                                                             | -                                                                      | 76’                                                                    |
| 7-6-2021                                                               | Charkiv                                                                | Ucraina                                                                | 4 – 0                                                                  | Cipro                                                                  | Amichevole                                                             | -                                                                      | 46’                                                                    |
| 17-6-2021                                                              | Bucarest                                                               | Ucraina                                                                | 2 – 1                                                                  | Macedonia del Nord                                                     | Euro 2020 - 1º turno                                                   | -                                                                      |                                                                        |
| 29-6-2021                                                              | Glasgow                                                                | Svezia                                                                 | 1 – 2 dts                                                              | Ucraina                                                                | Euro 2020 - Ottavi di finale                                           | -                                                                      | 95’                                                                    |
| 4-9-2021                                                               | Kiev                                                                   | Ucraina                                                                | 1 – 1                                                                  | Francia                                                                | Qual. Mondiali 2022                                                    | -                                                                      |                                                                        |
| 9-10-2021                                                              | Helsinki                                                               | Finlandia                                                              | 1 – 2                                                                  | Ucraina                                                                | Qual. Mondiali 2022                                                    | -                                                                      | 77’                                                                    |
| 12-10-2021                                                             | Leopoli                                                                | Ucraina                                                                | 1 – 1                                                                  | Bosnia ed Erzegovina                                                   | Qual. Mondiali 2022                                                    | -                                                                      |                                                                        |
| 11-11-2021                                                             | Odessa                                                                 | Ucraina                                                                | 1 – 1                                                                  | Bulgaria                                                               | Amichevole                                                             | 1                                                                      | 46’                                                                    |
| 16-11-2021                                                             | Zenica                                                                 | Bosnia ed Erzegovina                                                   | 0 – 2                                                                  | Ucraina                                                                | Qual. Mondiali 2022                                                    | -                                                                      |                                                                        |
| 1-6-2022                                                               | Glasgow                                                                | Scozia                                                                 | 1 – 3                                                                  | Ucraina                                                                | Qual. Mondiali 2022                                                    | -                                                                      | 90+4’                                                                  |
| 5-6-2022                                                               | Cardiff                                                                | Galles                                                                 | 1 – 0                                                                  | Ucraina                                                                | Qual. Mondiali 2022                                                    | -                                                                      | 70’                                                                    |
| 21-9-2022                                                              | Glasgow                                                                | Scozia                                                                 | 3 – 0                                                                  | Ucraina                                                                | UEFA Nations League 2022-2023 - 1º turno                               | -                                                                      | 18’ 46’                                                                |
| 27-9-2022                                                              | Cracovia                                                               | Ucraina                                                                | 0 – 0                                                                  | Scozia                                                                 | UEFA Nations League 2022-2023 - 1º turno                               | -                                                                      |                                                                        |
| 26-3-2023                                                              | Londra                                                                 | Inghilterra                                                            | 2 – 0                                                                  | Ucraina                                                                | Qual. Euro 2024                                                        | -                                                                      |                                                                        |
| 12-6-2023                                                              | Brema                                                                  | Germania                                                               | 3 – 3                                                                  | Ucraina                                                                | Amichevole                                                             | -                                                                      | 65’                                                                    |
| 16-6-2023                                                              | Skopje                                                                 | Macedonia del Nord                                                     | 2 – 3                                                                  | Ucraina                                                                | Qual. Euro 2024                                                        | -                                                                      |                                                                        |
| 19-6-2023                                                              | Trnava                                                                 | Ucraina                                                                | 1 – 0                                                                  | Malta                                                                  | Qual. Euro 2024                                                        | -                                                                      |                                                                        |
| 9-9-2023                                                               | Breslavia                                                              | Ucraina                                                                | 1 – 1                                                                  | Inghilterra                                                            | Qual. Euro 2024                                                        | -                                                                      | cap. 22’                                                               |
| 12-9-2023                                                              | Milano                                                                 | Italia                                                                 | 2 – 1                                                                  | Ucraina                                                                | Qual. Euro 2024                                                        | -                                                                      | 76’ 84’                                                                |
| 14-10-2023                                                             | Praga                                                                  | Ucraina                                                                | 2 – 0                                                                  | Macedonia del Nord                                                     | Qual. Euro 2024                                                        | -                                                                      | cap.                                                                   |
| 20-11-2023                                                             | Leverkusen                                                             | Ucraina                                                                | 0 – 0                                                                  | Italia                                                                 | Qual. Euro 2024                                                        | -                                                                      | cap. 80’                                                               |
| 3-6-2024                                                               | Norimberga                                                             | Germania                                                               | 0 – 0                                                                  | Ucraina                                                                | Amichevole                                                             | -                                                                      | cap. 64’                                                               |
| 11-6-2024                                                              | Chișinău                                                               | Moldavia                                                               | 0 – 4                                                                  | Ucraina                                                                | Amichevole                                                             | -                                                                      | cap. 68’                                                               |
| 17-6-2024                                                              | Monaco di Baviera                                                      | Romania                                                                | 3 – 0                                                                  | Ucraina                                                                | Euro 2024 - 1º turno                                                   | -                                                                      | cap. 62’                                                               |
| 26-6-2024                                                              | Stoccarda                                                              | Ucraina                                                                | 0 – 0                                                                  | Belgio                                                                 | Euro 2024 - 1º turno                                                   | -                                                                      | 70’                                                                    |
| 10-9-2024                                                              | Praga                                                                  | Rep. Ceca                                                              | 3 – 2                                                                  | Ucraina                                                                | UEFA Nations League 2024-2025 - 1º turno                               | -                                                                      | 79’                                                                    |
| 14-10-2024                                                             | Breslavia                                                              | Ucraina                                                                | 1 – 1                                                                  | Rep. Ceca                                                              | UEFA Nations League 2024-2025 - 1º turno                               | -                                                                      | cap. 64’                                                               |
| Totale                                                                 |                                                                        | Presenze (8º posto)                                                    | 87                                                                     |                                                                        | Reti                                                                   | 4                                                                      |                                                                        |

## Palmarès

### Club

#### Competizioni nazionali
- Campionato ucraino: 10

Šachtar: 2010-2011, 2011-2012, 2012-2013, 2013-2014, 2016-2017, 2017-2018, 2018-2019, 2019-2020, 2022-2023, 2023-2024
- Coppa d'Ucraina: 8

Šachtar: 2010-2011, 2011-2012, 2012-2013, 2015-2016, 2016-2017, 2017-2018, 2018-2019, 2023-2024
- Supercoppa d'Ucraina: 7

Šachtar: 2010, 2012, 2013, 2014, 2015, 2017, 2021